# 359426 Lacks
359426 Lacks este o planetă minoră (asteroid), cu un diametru de 2,753 km, din centura de asteroizi. A fost descoperită pe 10 iunie 2010 la Wide-field Infrared Survey Explorer⁠(d) de Wide-field Infrared Survey Explorer⁠(d) și a fost numită după Henrietta Lacks⁠(d). 
Obiectul prezintă o orbită caracterizată de o semiaxă mare de 3,163151176459 UAi, o excentricitate de 0,1, o înclinație de 8 ° în raport cu ecliptica.